# Anthony Walker Jr.
Anthony Laron Walker Jr. (Miami, Florida, 8 de agosto de 1995) más conocido como Anthony Walker Jr., es un jugador profesional estadounidense de fútbol americano que se desempeña en la posición de linebacker en Cleveland Browns, equipo de la National Football League (NFL).

## Carrera
Fue seleccionado en la quinta ronda en la Reunión Anual de Selección de Jugadores de la NFL de 2017. Hizo su debut profesional con el equipo Indianapolis Colts, en el cual jugó cuatro temporadas (2017-2021), luego pasó a Cleveland Browns, donde lleva jugando tres temporadas.